# Yuanchuavis
Yuanchuavis is een geslacht van uitgestorven vogels uit het Vroeg-Krijt van het huidige China, behorende tot de Enantiornithes. De enige benoemde soort is Yuanchuavis kompsosoura.

## Vondst en naamgeving
Illegale fossielenjagers groeven in Liaoning, bij Xiaoyaogou in de prefectuur Jianchang nabij de stad Huludao, een fossiel op van een vogel. Het werd verworven door het Institute of Vertebrate Paleontology and Paleoanthropology te Beijing.
In 2021 werd de typesoort Yuanchuavis kompsosoura benoemd en beschreven door Wang Min, Jingmai Kathleen O’Connor, Zhao Tao, Pan Yanhong, Zheng Xiaoting, Wang Xiao, en Zhou Zhonghe. De geslachtsnaam is een combinatie van de Yuanchu, een mythologische Chinese vogel, met het Latijn avis, 'vogel'. De soortaanduiding is een combinatie van het Oudgrieks kompsos, 'bevallig', en oura, 'staart', een verwijzing naar de prachtige staartveren. Overigens had een correcte combinatie 'kompsoura' opgeleverd.
Het holotype IVPP V27883 is vermoedelijk gevonden in een laag van de Jiufotangformatie van de Jeholgroep die ongeveer 120 miljoen jaar oud is. Het bestaat uit een vrijwel compleet en in verband liggend skelet, platgedrukt op een enkele plaat. Alleen de armen ontbreken. Uitgebreide resten van het verenkleed zijn bewaard gebleven.

## Beschrijving

### Grootte en onderscheidende kenmerken
Yuanchuavis is een relatief grote pengornithide waarvan de omvang vergeleken is met die van de blauwe gaai, welke een lichaamslengte van een dertig centimeter bezit en een vleugelspanwijdte van zo'n veertig centimeter. Omdat het holotype de vleugels mist, kan de vlucht niet direct gemeten worden. De lengte van wervelkolom en schedel samen bedraagt ongeveer vijftien centimeter.
Yunachuavis onderscheidt zich van andere pengornithiden door een unieke combinatie van op zich niet unieke kenmerken. De praemaxilla draagt vijf tanden maar de snuitpunt is tandeloos. Het traanbeen heeft gereduceerde voorste en achterste takken. De voorste ruggenwervels hebben goed ontwikkelde hypapofysen. Bij de middelste ruggenwervels zijn de zijkanten van de wervellichamen uitgehold door brede fossae. Het pygostyle heeft langwerpige uitsteeksels langs de zijkanten van de onderkant en korte uitsteeksels aan de bovenkant.

### Skelet
De kop is relatief groot maar gedrongen. De snuit lijkt laag te zijn geweest doordat de opgaande tak en de achterste tak van de praemaxilla vrijwel evenwijdig lopen. Er zijn vijf premaxillaire tanden, een meer dan bij andere Enantiornithes. Een andere afwijking is het tandeloos zijn van het voorste gedeelte, een overeenkomst met sommige Ornithuromorpha. Het driestralige bovenkaaksbeen heeft een grote opgaande tak. Het neusbeen is breed en heeft geen neergaande tak. Ondanks de gereduceerde voorste en achterste takken is het traanbeen in wezen nog steeds T-vormig. De neergaande tak loopt taps toe over de onderste helft. Jukbeen en quadratojugale zijn niet vergroeid. Bij het L-vormige quadratojugale is de opgaande tak tweemaal langer dan de voorste tak. Het ectopterygoïde heeft een horizontaal verbrede tak richting jukbeen, een zeer basaal kenmerk. Meer afgeleid is het brede en naar boven gekromde voorste middelste uiteinde voor het contact met het pterygoïde.
Het dentarium van de onderkaak draagt talrijke stompe korte tanden; twaalf zijn er bewaard in de linkeronderkaak. De achterste elementen van de onderkaak zijn met elkaar vergroeid en hebben een raakvlak met het dentarium dat schuin naar voren en beneden helt.
De wervelkolom telt tien halswervels, tie ruggenwervels, een synsacrum van acht sacrale wervels en zeven 'vrije' staartwervels in de basis. De staart eindigt in een krachtige wigvormige pygostyle die volledig vergroeid is. De ribben tonen processus uncinati, haakvormige uitsteeksels die de ademhaling ondersteunen.
Het dijbeen is lang met 90 procent van de lengte van de tabiotarsus, een typisch pengornithide kenmerk. Hetzelfde geldt voor het lange kuitbeen dat onderaan bijna nog het scheenbeen raakt. Het derde, vierde en vijfde middenvoetsbeen zijn bovenaan iets vergroeid. Dat er nog een, weliswaar kort, vijfde middenvoetsbeen aanwezig is, vormt een plesiomorfie dei de pengornithiden kenmerkt. Het tweede middenvoetsbeen is zeer breed. Het eerste middenvoetsbeen is lang. Het is aan het uiteinde gewrongen, een teken dat de eerste teen geopponeerd was. De voetklauwen zijn sterk gekromd.

### Verenkleed
Vooral het verenkleed kreeg in de pers veel aandacht. Anders dan andere in 2021 bekende Enantiornithes toont Yuanchuavis een combinatie van een op de pygostyle verankerde waaier van veren, met twee extreem, tot dertig centimeter, verlengde centrale veren. Er is hierin sprake van een mate van convergente evolutie met de Ornithuromorpha, de tak waartoe de moderne vogels behoren. Honingzuigers bijvoorbeeld, hebben ook zulke lange centrale rectrices. De staartveren hebben daarmee minstens 1,3 maal de lengte van de rest van het lichaam. De uiteinden van de centrale veren zijn niet bewaard, dus de staart kan nog langer geweest zijn, wellicht anderhalfmaal de lichaamslengte. De rechte centrale pennen tonen een lange en vrij brede veerschacht en verbreden zich naar achteren toe. Ze lijken op de rachis-dominated feathers (RDFs) van Eopengornis en Parapengornis. Ze hebben over de volle lengte baarden en dus nergens een bandvormig gedeelte. RDF's hebben meestal geen baarden aan de basis, maar hier dus wel. De staartwaaier van zes veren heeft ongeveer een derde van de lengte van de centrale pennen. Ze hebben smalle raches. De veren van de waaier zijn in het fossiel schuin naar achteren gericht en waaieren niet breed uit. Het buitenste verenpaar is veel korter. De meer middelste veren zijn langer, het tweede paar wellicht het langst. Hun structuur lijkt hierin op de smalle en naar buiten aflopende waaier van de verwant Chiappeavis. De waaier is in een pluk donsveren geplant.
De staart lijkt op die van de basale ornithuromorf Archaeorhynchus  uit de Jura. Volgens de beschrijvers zullen zulke staarten echter vermoedelijk verschillende malen onafhankelijk ontwikkeld zijn.
Het is gelukt in de veren eumelanosomen vast te stellen, staafvormige organellen met zwart pigment. De grote dichtheid aan melanosomen in de centrale pennen suggereert dat die zwart waren. Op de rachis is ook een donkere lengtestreep op het blote oog zichtbaar. De dichtheid was minder bij de veren van de staartwaaier. Hier kwamen de eumelanosomen alleen in de basis voor en waren ook anders van vorm. Die kunnen dus grijs geweest zijn of een kleur gehad hebben veroorzaakt door lichtbreking door de hoornstructuur; irisering werd onwaarschijnlijk geacht.
De achterpoten zijn bedekt met korte haarvormige veren. Ze lopen tot het onderste derde deel van de middenvoetsbeenderen. Meer naar beneden worden ze korter; hun precieze lengte is niet vaststelbaar.

## Fylogenie
Yuanchuavis werd in 2021 binnen de Enantiornithes in de Pengornithidae geplaatst, als zustersoort van een klade bestaande uit Chiappeavis en Parapengornis.

## Levenswijze
De lange centrale veren werden alleen bij mannetjes aanwezig geacht en zouden een gevolg geweest zijn van seksuele selectie. Ze zouden pronkorganen geweest kunnen zijn om indruk te maken op de wijfjes. In het bijzonder zouden ze gefungeerd kunnen hebben als een honest signal. Mannetjes moesten hun fitness niet slechts pretenderen maar bewijzen en zouden dat hebben kunnen doen door een eigenschap te ontwikkelen die juist een handicap vormt. De lange veren kosten extra energie en bouwstoffen om ze te laten groeien, maken het dier opvallender voor roofdieren en zijn aerodynamisch hinderlijk omdat ze nauwelijks extra opwaartse kracht genereren, veel extra luchtweerstand opwekken en de wendbaarheid verminderen. Slechts de allerfitste mannetjes konden zich zo'n ongunstig orgaan veroorloven en zouden daarmee een gewilde partner zijn geworden voor de wijfjes. De verschillen met de staart van moderne vogels, zoals de smallere waaier, zouden het gevolg zijn van complexe interacties tussen omgeving, gedrag en lichaamsbouw, waarvan de details niet helemaal achterhaalbaar zijn. De waaier had vermoedelijk wel een aerodynamische functie, zoals ook blijkt uit de asymmetrische baarden.
Vermoed werd dat zo'n handicap slechts vol te houden was in een habitat met rijke voedselbronnen, zoals een dicht bos. Op een leven als bosvogel wijzen ook de kromme voetklauwen die overigens door de meeste Enantiornithes gedeeld worden, alsmede het donkere verenkleed. Door hun investering in een staart zouden de mannetjes geen energie meer hebben gehad voor de broedzorg, welke taak aan de saai gekleurde wijfjes zou zijn toegevallen. Dat verminderde ook het gevaar dat het opvallende mannetje roofdieren naar het nest zou lokken.